# Mahito Yokota
Mahito Yokota (横田 真人 Yokota Mahito) es un compositor y director de sonido de videojuegos que desde 2003 trabaja para Nintendo. Es conocido por sus composiciones en Donkey Kong: Jungle Beat, título diseñado para GameCube, y especialmente por haberse encargado de crear la mayor parte de temas musicales para los videojuegos Super Mario Galaxy y Super Mario Galaxy 2, títulos lanzados para Wii. Antes de incorporarse al departamento de sonido de Nintendo en Tokio, Yokota trabajó para Koei entre los años 1998 y 2003 desempeñando las mismas funciones.

## Trabajos

### Videojuegos
| Año  | Título                                      | Ocupación                                                        |
| ---- | ------------------------------------------- | ---------------------------------------------------------------- |
| 1998 | Sangokushi Sousouden                        | Música                                                           |
| 1999 | Saiyuki: Journey West                       | Efectos de sonido                                                |
| 2000 | Kessen                                      | Dirección de sonido                                              |
| 2000 | Anguelique Trois                            | Música                                                           |
| 2001 | Kessen II                                   | Dirección de sonido                                              |
| 2002 | Dynasty Tactics                             | Dirección de sonido                                              |
| 2002 | Crimson Sea                                 | Dirección de sonido                                              |
| 2003 | Dynasty Warriors 4                          | Música junto con varios más                                      |
| 2004 | Donkey Kong: Jungle Beat                    | Música                                                           |
| 2006 | The Legend of Zelda: Twilight Princess      | Música del tema 'Orchestra Piece (Teaser Music) #1'              |
| 2007 | Super Mario Galaxy                          | Música junto con Koji Kondo; arreglos orquestales                |
| 2008 | Wii Music                                   | Música junto con Kenta Nagata y Toru Minegishi                   |
| 2010 | Super Mario Galaxy 2                        | Música junto con Ryo Nagamatsu y Koji Kondo; arreglos            |
| 2011 | The Legend of Zelda: Ocarina of Time 3D     | Adaptación musical junto con Takeshi Hama                        |
| 2011 | Super Mario 3D Land                         | Música junto con Takehi Hama y Asuka Hayazaki                    |
| 2011 | The Legend of Zelda: Skyward Sword          | Música junto con varios más                                      |
| 2012 | New Super Mario Bros. U                     | Música junto con Shiho Fujii                                     |
| 2013 | New Super Luigi U                           | Música junto con Shiho Fujii                                     |
| 2013 | Super Mario 3D World                        | Dirección de sonido; música junto con varios más                 |
| 2014 | Mario Kart 8                                | Soporte de sonido junto con Takahiro Watanabe                    |
| 2014 | Super Smash Bros. para Nintendo 3DS y Wii U | Arreglos para el tema 'Star Wolf's Theme/Sector Z (Star Fox 64)' |
| 2014 | Captain Toad: Treasure Tracker              | Compositor del tema principal                                    |
| 2015 | The Legend of Zelda: Majora's Mask 3D       | Adaptación musical junto con Naoto Kubo                          |
| 2015 | Mario Tennis: Ultra Smash                   | Supervisión musical junto con Koji Kondo                         |
| 2016 | Mini Mario & Friends amiibo Challenge       | Supervisión musical junto con varios más                         |
| 2017 | Arms                                        | Soporte de sonido junto con varios más                           |
| 2017 | Super Mario Odyssey                         | Gestión de sonido                                                |
| 2018 | Super Smash Bros. Ultimate                  | Gestión de sonido para el tema principal                         |
| 2021 | Mario Golf: Super Rush                      | Supervisión de sonido junto con varios más                       |
| 2022 | Mario + Rabbids Sparks of Hope              | Supervisión de sonido junto con varios más                       |
| 2023 | Super Mario RPG (Nintendo Switch)           | Supervisión de sonido junto con varios más                       |
| 2024 | Mario vs. Donkey Kong (Nintendo Switch)     | Supervisión de sonido junto con Takahiro Watanabe                |
| 2024 | The Legend of Zelda: Echoes of Wisdom       | Supervisión de sonido                                            |

### Otros proyectos
| Año  | Título                                                                     | Ocupación                                      |
| ---- | -------------------------------------------------------------------------- | ---------------------------------------------- |
| 2010 | SUPER MARIO BROS. 25th Anniversary Special Sound Track PRESS START Edition | Arreglos junto con Nobuo Kurita y Takeshi Hama |
| 2014 | PIKMIN Short Movies                                                        | Música junto con Hajime Wakai                  |
| 2021 | SUPER NINTENDO WORLD                                                       | Supervisión de audio junto con varios más      |
| 2023 | Super Mario Bros.: La película                                             | Supervisión junto con varios más               |
| 2023 | Mario Kart 8 Deluxe – Pase de pistas extras                                | Soporte de sonido junto con Takahiro Watanabe  |

## Curiosidades
Mahito Yokota es un jugador de videojuegos. En una entrega de 'Iwata Pregunta' (sección de entrevistas realizadas por el expresidente de Nintendo, Satoru Iwata) sobre The Legend of Zelda: Ocarina of Time 3D, el compositor nipón reconoció haber sido seguidor de The Legend of Zelda; llegó a completar todos los videojuegos de la saga. Además, también ha desvelado su complacencia por los videojuegos y la música de Mario compuesta por el también compositor de Nintendo Koji Kondo.